# 庙口镇
庙口镇，是中华人民共和国河南省鹤壁市淇县下辖的一个乡镇级行政单位。

## 行政区划
庙口镇下辖以下地区：
庙口村、大滹沱村、上曹村、下曹村、鲍屯村、东场村、北史庄村、仙谈岗村、原本庙村、葛箭村、老庄村、山郭庄村、三王庄村、北大李庄村、马圪垱村、王洞村、形盆村、小岩沟村、土门村和白寺村。